# When You Believe
When You Believe is een duet tussen de zangeressen Mariah Carey en Whitney Houston. Het is het themanummer van de film The Prince of Egypt, en is gecomponeerd door Stephen Schwartz en geproduceerd door Babyface. When You Believe werd uitgegeven op single als eerste single van de soundtrack van de film, als eerste single van het album van Whitney Houston en als tweede single van het album van Mariah Carey.

## Over het nummer
In de film wordt het nummer gezongen door de personages Sippora (Michelle Pfeiffer) en Mirjam (Sally Dworsky). De twee hebben veel tot God gebeden, maar deze gebeden lijken onbeantwoord te blijven. Ze vragen zich af of het wellicht tijdverspilling is geweest. Uiteindelijk realiseren ze zich dat, ook al is het soms moeilijk te geloven, "er wonderen kunnen gebeuren als je gelooft (there can be miracles when you believe) in God".
Voor de commerciële uitgave maakte Babyface het nummer wat vriendelijker voor de muziekmarkt. De grootste verandering hierbij was dat het Hebreeuwse kinderkoor werd vervangen door een andere bridge.
When You Believe won in 1999 de Academy Award voor Beste Originele Nummer. Ook werd het genomineerd voor een Golden Globe voor "Best Originele Nummer" en een Grammy Award voor "Best Pop Collaboration with Vocals".
De videoclip voor het nummer werd gefilmd bij de Brooklyn Academy of Music. In de clip treden Houston en Carey op in een duistere studio, geaccentueerd met Egyptische achtergronden, geïnspireerd door de film The Prince of Egypt. De clip eindigt als de twee zangeressen omringd worden door een groot koor. Er zijn verschillende variaties van de clip, met een langere intro of bridge en een instrumentale versie. Hoewel het nummer in Amerika veel airplay kreeg op radio en televisie, bereikte de single slechts de 15e plaats in de Billboard Hot 100. Buiten de Verenigde Staten was When You Believe wel een groot succes, met diverse top 10-noteringen over de hele wereld.

## Problemen
Mariah Carey heeft tijdens de opname problemen gehad met de producers van The Prince of Egypt. Carey wilde namelijk meewerken aan de tekst van het nummer, terwijl de producers dit niet wilden.
Ook ontstond er een conflict tussen Stephen Schwartz en Babyface, nadat Babyface's naam niet verscheen tijdens de Academy Awards. Schwartz was van mening dat Babyface de Oscar niet verdiende, aangezien zijn versie van het nummer (met Carey en Houston) andere elementen bevatte (zoals het koor) die niet in de originele filmversie zaten, en dat die genomineerd was. Tijdens de Academy Awards in 1998 traden Whitney Houston en Mariah Carey gewoon op met de versie van Babyface, terwijl alleen Schwartz ervoor werd beloond met een Oscar.

## Hitnotering
| When You Believe in de Nederlandse Top 40 – binnen: 12 december 1998 | When You Believe in de Nederlandse Top 40 – binnen: 12 december 1998 | When You Believe in de Nederlandse Top 40 – binnen: 12 december 1998 | When You Believe in de Nederlandse Top 40 – binnen: 12 december 1998 | When You Believe in de Nederlandse Top 40 – binnen: 12 december 1998 | When You Believe in de Nederlandse Top 40 – binnen: 12 december 1998 | When You Believe in de Nederlandse Top 40 – binnen: 12 december 1998 | When You Believe in de Nederlandse Top 40 – binnen: 12 december 1998 | When You Believe in de Nederlandse Top 40 – binnen: 12 december 1998 | When You Believe in de Nederlandse Top 40 – binnen: 12 december 1998 | When You Believe in de Nederlandse Top 40 – binnen: 12 december 1998 | When You Believe in de Nederlandse Top 40 – binnen: 12 december 1998 | When You Believe in de Nederlandse Top 40 – binnen: 12 december 1998 | When You Believe in de Nederlandse Top 40 – binnen: 12 december 1998 | When You Believe in de Nederlandse Top 40 – binnen: 12 december 1998 | When You Believe in de Nederlandse Top 40 – binnen: 12 december 1998 | When You Believe in de Nederlandse Top 40 – binnen: 12 december 1998 |
| Week                                                                 | 1                                                                    | 2                                                                    | 3                                                                    | 4                                                                    | 5                                                                    | 6                                                                    | 7                                                                    | 8                                                                    | 9                                                                    | 10                                                                   | 11                                                                   | 12                                                                   | 13                                                                   | 14                                                                   | 15                                                                   | 16                                                                   |
| -------------------------------------------------------------------- | -------------------------------------------------------------------- | -------------------------------------------------------------------- | -------------------------------------------------------------------- | -------------------------------------------------------------------- | -------------------------------------------------------------------- | -------------------------------------------------------------------- | -------------------------------------------------------------------- | -------------------------------------------------------------------- | -------------------------------------------------------------------- | -------------------------------------------------------------------- | -------------------------------------------------------------------- | -------------------------------------------------------------------- | -------------------------------------------------------------------- | -------------------------------------------------------------------- | -------------------------------------------------------------------- | -------------------------------------------------------------------- |
| Nummer                                                               | 18                                                                   | 10                                                                   | 6                                                                    | 5                                                                    | 5                                                                    | 5                                                                    | 11                                                                   | 13                                                                   | 14                                                                   | 14                                                                   | 14                                                                   | 22                                                                   | 25                                                                   | 35                                                                   | 40                                                                   | uit                                                                  |